# Arnold Croiset
 (mars 2019).
Améliorez-le ou discutez des points à vérifier. 
Pour les articles homonymes, voir Croiset.
Arnold Croiset, né le 8 août 1753 à Bois-le-Duc (Pays-Bas) et mort après 1826, est un général hollandais au service de l’Empire.

## États de service
Il entre en service en 1763[à vérifier], dans l’armée hollandaise. Il est nommé colonel le 14 juillet 1797, et il est promu général major le 8 décembre 1807 au royaume de Hollande.
Le 11 novembre 1810, il entre au service de la France avec le grade de général de brigade dans le génie. Il est membre du comité central des fortifications en 1811-1812.
Il donne sa démission le 18 avril 1814.

## Sources
- (en) « Generals Who Served in the French Army during the Period 1789 - 1814: Eberle to Exelmans »
- Thierry Pouliquen, « Les généraux français et étrangers ayant servis [sic] dans la Grande Armée » (consulté le 6 août 2013)
- (pl) « Napoléon.org.pl »
- Docteur Robinet, Jean-François Eugène et J. Le Chapelain, Dictionnaire historique et biographique de la révolution et de l'empire, 1789-1815, volume 1, Librairie Historique de la révolution et de l’empire, 900 p. (lire en ligne), p. 508.